# Полоз, Владислав Михайлович
Владислав Михайлович Полоз (бел. Уладзіслаў Міхайлавіч Полаз; род. 6 июня 2001, Мозырь, Гомельская область) — белорусский футболист, полузащитник мозырской «Славии».

## Карьера

### «Славия-Мозырь»

#### Начало карьеры
Начал заниматься футболом в местной мозырской СДОШОР №1 в возрасте 6 лет. Затем стал выступать в юношеских командах мозырской «Славии». В 2019 году стал выступать в дублирующем составе клуба. В концовке сезона 2020 года стал подтягиваться к играм с основной командой. Дебютировал за клуб 29 августа 2020 года в матче Кубка Беларуси против пинской «Волны», выйдя на замену на 83 минуте. В сезоне 2021 года стал игроком основной команды, в основном находясь на скамейке запасных. Первый свой матч в Высшей лиге сыграл 14 мая 2022 года против речицкого «Спутника», выйдя на замену на последней минуте. По окончании сезона занял с клубом 14 место в турнирной таблице и попал на стыковые матчи против «Крумкачей» за сохранение прописки в высшем дивизионе. Сам же футболист был заявлен только на ответную встречу, однако на поле в ней так и не вышел. В конце декабря 2021 года продлил контракт с клубом.

#### Сезон 2022
В сезоне 2022 года матчи начал со скамейки запасных. Первый матч сыграл 9 апреля 2022 года против минского «Динамо», выйдя на замену на 76 минуте. Свой первый гол за клуб забил 22 июня 2022 года в матче Кубка Беларуси против «Молодечно». Первым результативным действием в Высшей лиге отметился 26 июня 2022 года в матче против дзержинского «Арсенала», отдав голевую передачу. Футболист смог закрепиться в основной команде клуба, однако всё ещё оставался игроком замены. В итоге  провёл за клуб 20 матчей во всех турнирах, в которых отличился забитым голом и 2 результативными передачами.

#### Сезон 2023
Новый сезон начал с матча Кубка Беларуси 5 марта 2023 года против «Слуцка», отличившись первым забитым голом. По итогу ответного кубкового матча 12 марта 2023 года вышел в полуфинал Кубка Беларуси, по сумме матчей победив слуцкий клуб. Первый матч в чемпионате сыграл 17 марта 2023 года против «Минска». Своими дебютными голами в рамках Высшей лиги отличился 14 апреля 2023 года против «Сморгони», оформив дубль. Попал в символическую сборную Высшей лиги по итогам 4 тура. Также футболист стал лучшим игроком 4 тура в чемпионате. По итогу полуфинальных матчей Кубка Беларуси проиграл жодинскому «Торпедо-БелАЗ» и выбыл из розыгрыша турнира. На протяжении сезона футболист был одним из ключевых игроков мозырского клуба, отличившись 6 забитыми голами и результативной передачей во всех турнирах. По итогу сезона футболист завершил чемпионат на итоговом седьмом месте.

#### Сезон 2024
Новый сезон за клуб футболист начал 15 марта 2024 года в матче против могилёвского «Днепра», выйдя на поле в стартовом составе.